# Iniesta (kommunhuvudort)
Iniesta är en kommunhuvudort i Spanien.   Den ligger i provinsen Provincia de Cuenca och regionen Kastilien-La Mancha, i den centrala delen av landet, 200 km sydost om huvudstaden Madrid. Iniesta ligger 755 meter över havet och antalet invånare är 4 352.
Terrängen runt Iniesta är platt.Runt Iniesta är det ganska glesbefolkat, med 26 invånare per kvadratkilometer. Närmaste större samhälle är Quintanar del Rey, 19,2 km sydväst om Iniesta. Trakten runt Iniesta består till största delen av jordbruksmark.